# Корана (Раковица)
Корана је насељено мјесто у општини Раковица, на Кордуну, у Карловачкој жупанији, Република Хрватска.

## Географија
Корана се налази око 8 км јужно од Раковице.

## Историја
Корана се од распада Југославије до августа 1995. године налазила у Републици Српској Крајини. До територијалне реорганизације у Хрватској насеље се налазило у саставу бивше велике општине Слуњ.

## Становништво
Према попису становништва из 2011. године, насеље Корана је имало 18 становника.
| Демографија | Демографија | Демографија |
| Година      | Становника  | Становника  |
| ----------- | ----------- | ----------- |
| 1971.       | 0           |             |
| 1981.       | 0           |             |
| 1991.       | 0           |             |
| 2001.       | 33          |             |
| 2011.       |             | 18          |

- напомене:

Настало издвајањем из насеља Селиште Дрежничко 2001. године. До 1991. подаци садржани у насељу Селиште Дрежничко.